# لقمه‌ماهی کرانه‌ای
لقمه‌ماهی کرانه‌ای (نام علمی: Urolophus orarius) نام یک گونه از سرده دم‌تاجی‌ها است.